# Гуляев, Юрий Васильевич
Ю́рий Васи́льевич Гуля́ев (род. 18 сентября 1935) — советский и российский физик, научный руководитель Института радиотехники и электроники РАН (ИРЭ РАН), директор Института нанотехнологий микроэлектроники РАН (ИНМЭ РАН), академик и член Президиума РАН, профессор и заведующий кафедрой твердотельной электроники и радиофизики ФФКЭ МФТИ. Лауреат двух Государственных премий СССР. Почётный доктор Новгородского государственного университета им. Ярослава Мудрого (2013).
Главный редактор журналов «Радиотехника и электроника», «Биомедицинская радиоэлектроника», автор более 400 статей, 4 монографий, более 60 авторских свидетельств на изобретения и патентов, доктор физико-математических наук. Открыл новый фундаментальный тип поверхностных акустических волн в пьезоэлектрических материалах, названных волны Блюстейна — Гуляева.

## Биография
Родился в посёлке Томилино Московской области в семье служащих. После окончания средней школы в 1952 году поступил на радиофизический факультет Московского физико-технического института (МФТИ), который окончил в 1958 году, получив диплом с отличием по специальности «радиофизика».
В том же году поступил в аспирантуру Института радиотехники и электроники Академии наук СССР (ИРЭ АН СССР) и в 1962 году успешно защитил кандидатскую диссертацию «К теории некоторых неравновесных электронных процессов в полупроводниках». С 1964 года член КПСС. В 1970 году Ю. В. Гуляев защитил докторскую диссертацию «Вопросы теории акустоэлектронных явлений в полупроводниках». С 1971 года — заведующий кафедрой полупроводниковой электроники факультета физической и квантовой электроники МФТИ.
С 1988 года — директор ИРЭ РАН. С 1991 года — президент Российского научно-технического общества радиотехники, электроники и связи имени А. С. Попова. В 1992 году Гуляев избран членом президиума Российской академии наук. В 2006 году назначен директором-организатором Института нанотехнологий микроэлектроники РАН.
Является президентом Международного и Российского союза научных и инженерных объединений. Был руководителем Саратовского научного центра РАН, членом редколлегии журналов «Успехи физических наук», «Автометрия», «Акустического журнала», «Радиотехника», «Радио», «Электроника», «Микроэлектроника», «Физика и техника полупроводников», библиотечки «Квант». В данный момент является главным редактором журнала «Известия вузов. Прикладная нелинейная динамика».
С 2010 года — член Консультативного научного Совета Фонда «Сколково». Президент Инженерной академии Российской Федерации имени А. М. Прохорова. Член редакции Серии «Математика. Механика. Физика» Вестника Челябинского государственного университета.
В 2005 году Международный астрономический союз присвоил астероиду № 6942 имя 6942 Yurigulyaev.
Под фамилиями Белов и Беляев является прототипом героя романа Игоря Бобракова «Лестница Леонардо да Винчи»[значимость факта?].

## Научная деятельность

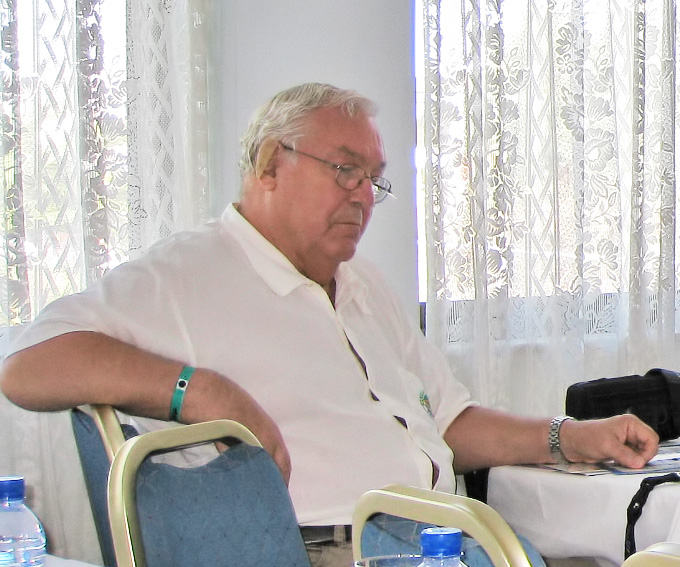
Ю. В. Гуляев на XII научно-технической конференции «Медико-технические технологии на страже здоровья», посвящённой его 75-летию

Ю. В. Гуляев (совместно с В. И. Пустовойтом) впервые высказал идею использовать поверхностные акустические волны (ПАВ) для обработки сигналов и предложил слоистую структуру пьезоэлектрик-полупроводник в качестве базовой конструкции соответствующих приборов. Ю. В. Гуляев (независимо и одновременно с американским физиком и бизнесменом Блюстейном) открыл новый фундаментальный тип ПАВ (поверхностных акустических волн) в пьезоэлектрических материалах, которые известны в мировой литературе как волны Блюстейна — Гуляева. Вместе с сотрудниками он изучил новый класс кинетических явлений в проводящих твёрдых телах, связанный с увлечением электронов акустическими волнами, исследованы резонансные и нелинейные акустооптические эффекты в проводящих и активных средах, предсказаны «вторые» спиновые волны и изучено взаимодействие спиновых волн с электронами в ферромагнетиках и слоистых структурах ферромагнетик-полупроводник, предсказана зависимость фотопроводимости от поляризации падающего излучения, предсказана и экспериментально получена сильная полевая автоэмиссия электронов в вакуум из углеродных нанотрубок и нанокластеров.
Ю. В. Гуляев — автор научного открытия «Акустомагнетоэлектрический эффект», которое занесено в Государственный реестр открытий СССР под № 133 с приоритетом от 1964 г.

## Награды, премии и почётные звания
- Дважды лауреат Государственной премии СССР (1974, 1984)
- Орден Знак Почёта (1976)[5]
- Премия «Хьюллетт-Пакард» (1979)
- Орден Трудового Красного Знамени (17 сентября 1985 года) — за заслуги в развитии физической науки, подготовке научных кадров и в связи с пятидесятилетием со дня[6]
- Лауреат Государственной премии Российской Федерации в области науки и техники за 1993 год за создание научных основ, разработку и внедрение изделий на поверхностных акустических волнах в радиоэлектронную аппаратуру[7]
- Лауреат Государственной премии Российской Федерации в области науки и технологий за 2006 год
- Лауреат Государственной премии Российской Федерации имени Маршала Советского Союза Г. К. Жукова (2013)[8]
- Орден «За заслуги перед Отечеством» III степени (1999)[9]
- Орден «За заслуги перед Отечеством» IV степени (1995)[10]
- Орден Александра Невского (2021)[11]
- Орден Почёта (2006)[12]
- Почётный член Академии наук Молдавии (2000)[13]
- Почётный доктор Новгородского государственного университета им. Ярослава Мудрого (2013)